# 信里村
信里村（のぶさとむら）は長野県更級郡にあった村。現在の長野市篠ノ井有旅・篠ノ井山布施にあたる。

## 地理
- 山：茶臼山
- 河川：犀川

## 歴史
- 1889年（明治22年）4月1日 - 町村制の施行により、有旅村・山布施村の区域をもって発足。
- 1955年（昭和30年）4月1日 - 篠ノ井町に編入。同日信里村廃止。

## 交通

### 道路
- 国道19号